# Славин, Марк Яковлевич
Марк Яковлевич Славин (бел. Марк Славін, ивр. מרק סלבין‎; 31 января 1954, Минск — 6 сентября 1972, Фюрстенфельдбрук, Бавария) — советский, затем израильский спортсмен, убитый в ходе теракта на мюнхенской Олимпиаде 1972 года.
С детства занимался борьбой, а также рисованием и музыкой. Чемпион СССР среди юниоров по греко-римской борьбе в полусреднем весе 1971 года.
В мае 1972 года вместе с семьей эмигрировал в Израиль, где присоединился к спортивному обществу «Хапоэль» и был включен в состав олимпийской команды страны (в СССР был лишён всех ранее полученных наград). Тренировался под руководством Моше Вайнберга.
В ночь с 4 на 5 сентября 1972 года в Мюнхене Славин вместе с другими членами израильской олимпийской команды был захвачен в заложники боевиками палестинской террористической организации «Чёрный сентябрь». 6 сентября он был вывезен на аэродром Фюрстенфельдбрукк и там во время неудачной попытки освобождения убит террористами — расстрелян, находясь в одном из использовавшихся для транспортировки вертолётов.
Похоронен на кладбище Кирьят Шауль в Тель-Авиве.

Члены олимпийской сборной Израиля 1972 года, сфотографированные перед отбытием в Мюнхен. 11 захваченных в заложники и убитых: 1) судья по борьбе Йосеф Гутфройнд (врезка), 40 лет; 2) тренер по борьбе Моше Вайнберг, 33; 3) штангист Йосеф Романо, 31; 4) штангист Давид Бергер, 28; 5) штангист Зеев Фридман, 28; 6) борец Элиэзер Халфин, 24; 7) тренер по лёгкой атлетике Амицур Шапира, 40; 8) тренер по стрельбе Кехат Шор, 53; 9) борец Марк Славин, 18; 10) тренер по фехтованию Андре Шпитцер, 27; и 11) судья по тяжёлой атлетике Яаков Шпрингер, 51.

## Образ Марка Славина в кино
- «Мюнхен» / «Munich» (Франция, Канада, США; 2005) режиссёр Стивен Спилберг, в роли Марка Славина — Гай Амир.